# Marija Michailowna Schkapskaja

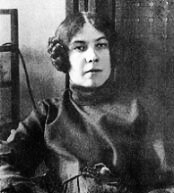
Marija Schkapskaja

Marija Michailowna Schkapskaja (russisch Мария Михайловна Шкапская; wiss. Transliteration Marija Michajlovna Škapskaja; geborene Andrejewna; geboren am 3. Oktober 1891 in St. Petersburg; gestorben am 7. September 1952 in Moskau) war eine russisch-sowjetische Dichterin und Journalistin.

## Leben und Wirken
Schkapskaja studierte Literatur in Toulouse, hielt sich in Paris auf und publizierte bereits früh erste Gedichte. Leo Trotzki erwähnte sie 1924 in seinem Werk Literatur und Revolution. Schkapskaja arbeitete später als Journalistin für die Leningrader Zeitung Wetschernaja krasnaja gaseta („Rote Abendzeitung“). Ihr 1942 veröffentlichtes Buch  Eto bylo na samom dele („Das ist wirklich passiert“) handelt von den Gräueltaten der deutschen Besatzer in der Sowjetunion. Für das Schwarzbuch bereitete sie über die Ukraine die Schilderung „Die Deutschen in Radsiwilow (Krasnoarmejsk)“ nach einer Mitteilung von L. Gechman (Lyusya Gekhman) zum Druck vor. Sie ist auf dem Wwedenskoje-Friedhof in Moskau begraben. Eine englische Übersetzung ausgewählter Dichtungen besorgte Sandra Shaw Bennett.

## Werke (Auswahl)
- Baraban strogago gospodina Барабан Строгого Господина. Berlin: Ogonki, 1922
- Krow-ruda / Кровь-руда / Krov'-ruda. Sankt Petersburg 1923
- Za-Za-Za Ца-ца-ца. Berlin 1923 (Buchhandelslink)
- Eto bylo na samom dele Это было на самом деле (Книга фактов). (Das ist wirklich passiert). Наркомпрос РСФСР, Государственное издательство детской литературы / Volkskommissariat für Bildungswesen der RSFSR, Staatsverlag für Kinderliteratur 1942
- Stichi Стихи (Gedichte). London 1979 (Sammelband ihrer lyrischen Werke)
- The Mother and the Stern Master: Selected Poems. Nottingham: Astra Press, 1998, übersetzt von Sandra Shaw Bennett (russ./engl.)